# Chris Capuano
Christopher Frank Capuano (West Springfield, 19 agosto 1978) è un ex giocatore di baseball statunitense.

## Carriera

### Gli Inizi
Capuano è stato selezionato originariamente nel 45º turno del draft MLB 1996 dai Pittsburgh Pirates, ma non firmando con la squadra si è iscritto alla Duke University di Durham, Nord Carolina. Entrò nel baseball professionistico quando venne selezionato nell'8º turno del draft 1999 dagli Arizona Diamondbacks.

### Major League
Ha debuttato nella MLB il 4 maggio 2003, al Bank One Ballpark di Phoenix contro gli Atlanta Braves.
Il 1º dicembre 2003, i D-Backs scambiarono Capuano, Craig Counsell, Lyle Overbay, Junior Spivey, Jorge de la Rosa e Chad Moeller, con i Milwaukee Brewers, per Shane Nance, Richie Sexson e il giocatore di minor league Noochie Varner. Nel 2006 è stato convocato per partecipare al suo primo Major League Baseball All-Star Game. È rimasto con la squadra fino al termine della stagione 2010.
Il 3 gennaio 2011 ha firmato da free agent con i New York Mets, concludendo la stagione con la squadra. Il 2 dicembre ha firmato con i Los Angeles Dodgers, con cui ha disputato la stagione 2012 e 2013.
In seguito ha militato nei Boston Red Sox dal 22 febbraio 2014 al 1º luglio (quando è stato svincolato dalla squadra), con i Colorado Rockies dal 4 luglio al 24 luglio, con i New York Yankees dal 24 luglio fino a fine stagione 2015. Il 25 gennaio 2016 ha firmato un contratto con i Milwaukee Brewers, con cui ha giocato la sua ultima partita nella MLB il 25 maggio 2016 contro i Braves, la stessa squadra con cui si era scontrato 13 anni prima nella sua partita di debutto. È diventato free agent al termine della stagione 2016. Il 6 marzo 2018 ha annunciato il ritiro ufficiale dal baseball professionistico.

## Palmarès

### Nazionale
- Campionato mondiale di baseball:  Medaglia d'Argento

Team USA: 2001

### Individuale
- Giocatore della settimana della National League: 1

(30 aprile 2006)